# Неприкасаемые (группа)
«Неприкаса́емые» — российская рок-группа, созданная Игорем «Гариком» Сукачёвым в 1994 году. С группой «Неприкасаемые» сотрудничало много знаменитых музыкантов, которые играли как в составе группы, так и в качестве приглашённых музыкантов, сама же группа, особенно в последнее время своего существования, являлась аккомпанирующим составом Гарика Сукачёва.

## История
Проект «Неприкасаемые» официально начал своё существование летом 1994 года, хотя последняя грандиозная акция «Бригады С» — выступление в органном зале города Калининграда, но фактически это уже были «Неприкасаемые» — отчасти супергруппа (так как все участники имели высокую репутацию в отечественном роке), отчасти сессионный проект (поскольку почти все они были параллельно заняты собственными проектами). Во время этого концерта исполнялись песни, вошедшие в дебютный альбом «Неприкасаемых». В состав группы вошли такие известные музыканты как Сергей Воронов — гитара и губная гармоника, Анатолий Крупнов — бас-гитара, Павел Кузин — барабаны, Рушан Аюпов — клавишные и баян, Алексей Ермолин — саксофоны, и Александр Казанков — этнические флейты.
В 1994 году был записан и выпущен в декабре первый альбом «Брёл, брёл, брёл», сразу ставший популярным благодаря таким песням как «Напои меня водой» и «Ольга», которые считаются одними из лучших песен и постоянно исполняются на концертах. Вскоре Павла Кузина за барабанами сменил Александр Косорунин. Группа участвовала в Московском международном рок-фестивале «Европа-плюс» на стадионе «Динамо» на одной сцене с Deep Purple и Status Quo в июне 1996 года. Летом 1996 года вышел альбом «Неприкасаемые-2». 30-минутный диск, содержавший видеоклип на песню «Напои меня водой» довольно низкого качества, было сложно назвать полноценным альбомом. 27 февраля 1997 года умирает басист Анатолий Крупнов. На его место приходит Алексей Осташев.

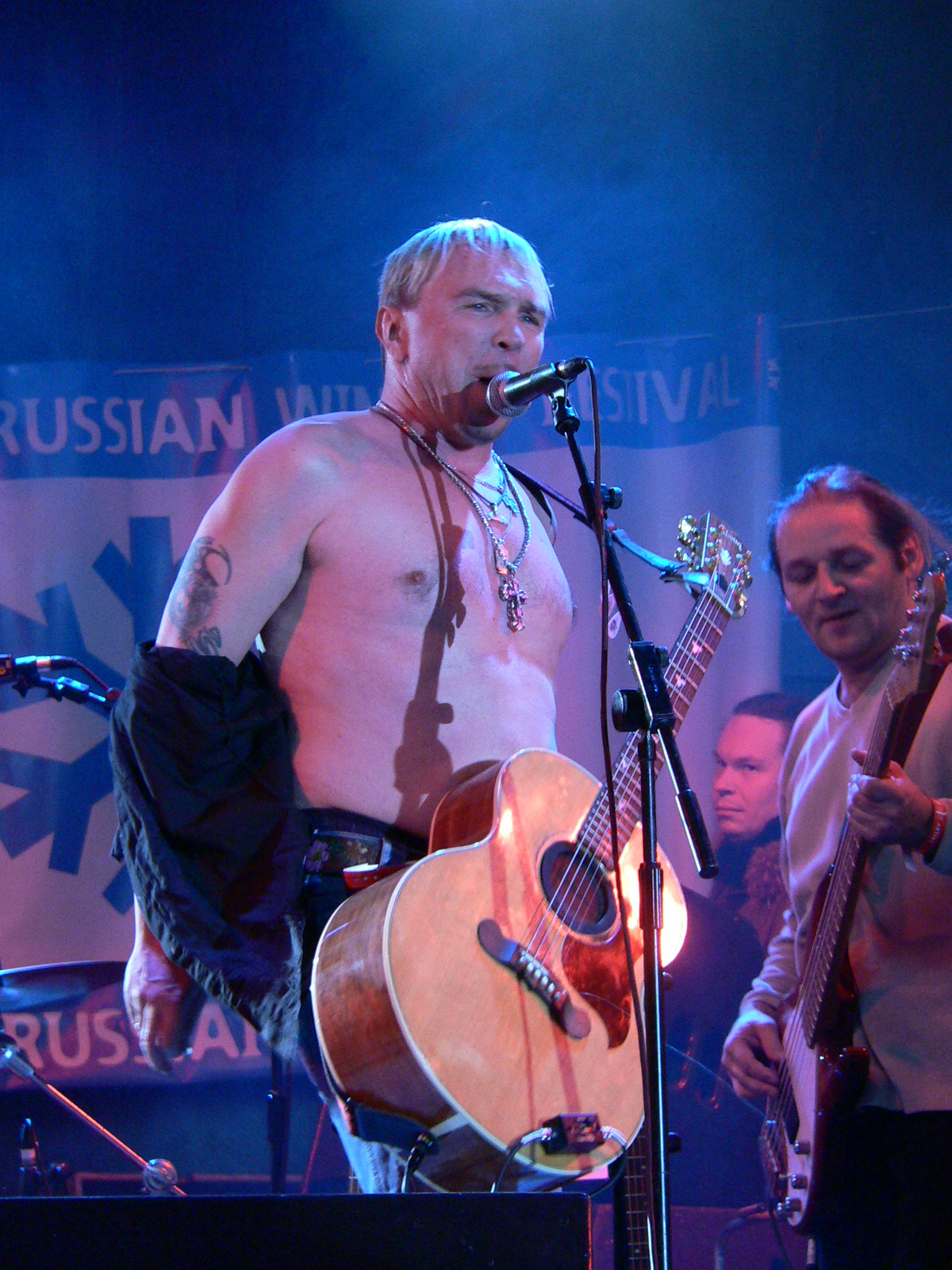
Russian Winter Festival, Лондон, 2007

К весне 1997 года Гарик закончил монтаж своей картины «Кризис среднего возраста» и группа активизировала гастрольную деятельность. В августе 1998 умирает саксофонист Алексей Ермолин. В 1998 «Неприкасаемые» выступили в лондонском зале «Астория» и в прямом эфире лондонского BBC в программе Севы Новгородцева в ноябре 1998.
В 1999 году группа отыграла три большие концертные программы («Канарейки, 9-й калибр и тромбон», «Барышня и Дракон» и «Людоед пойман»). В 2000-м — умирает барабанщик Александр Косорунин. Группа выступает на крупных фестивалях — «Максидром», «Байк-шоу», «Крылья» и «Нашествие». Минувший век завершили рок-фестивалем в Нью-Йорке и концертом «От Бригады С до Неприкасаемых» в Санкт-Петербурге и Москве, где прозвучали старые хиты «Бригады С» и старые-новые — «Неприкасаемых». Гарик Сукачёв и Сергей Галанин выступили на одной сцене, а два состава объединились в один.
2001 год «Неприкасаемые» начали с выступления на одной сцене с Эмиром Кустурицей и «The No Smoking Orchestra», премьерой фильма Гарика Сукачёва «Праздник», музыку к которому написал кинорежиссёр Пётр Тодоровский. В конце 2001 года группа гастролировала в Израиле, где выступила на известных площадках — «Аудиториум» и «Синерама». В 2002 году в День защитника Отечества «Неприкасаемые» презентовали в ДК Горбунова новый альбом «Ночной полёт», куда вошли как известные до этого по концертным выступлениям «Полюби меня», «Моя бабушка курит трубку» и «Грязная песня», так и новые произведения. В 2005 году вышел последний альбом группы «Третья чаша».
31 декабря 2013 года на своей официальной странице в Facebook Гарик Сукачёв объявил о том, что 27 декабря 2013 года группа «Неприкасаемые» прекратила своё существование.

## Состав группы
Последний состав группы
- Гарик Сукачёв — вокал, акустическая гитара, электрогитара (1994—2013)
- Дмитрий Варшавчик — гитары, 12-ти струнная электрогитара, мандолина, флейта (чаще всего панфлейта); (1994—2013)
- Елена Филиппова — саксофоны, скрипка, бубен, вокал; (1998—2013)
- Дмитрий Сланский — ударные (2005—2013);
- Елена Шеманкова — клавишные, аккордеон (2010—2013);
- Алексей Панкратов — тромбон, малый барабан, бэк-вокал (2009—2013);
- Ярослав Волковыский — труба, бэк-вокал.
- Алексей Осташев — бас-гитара, контрабас (1996—2013) †

В последнее время на акустической гитаре в песне «Птица» стал играть техник группы Максим Чигирин.
В этом же году, в том же составе и немного изменив стиль появился новый ансамбль под названием «Оркестр Кампанелла Каменной звезды».
Бывшие участники
- Рушан Аюпов — клавишные, баян, вокал (1994—2005)
- Николай Мирошник — аккордеон (2005 — ?)
- Пётр Тихонов — труба, тромбон, перкуссия (1996 — ?)
- Павел Кузин — ударные (1994)
- Сергей Воронов — гитары, губная гармоника (1994)
- Анатолий Крупнов — бас-гитара (1994—1997) †
- Алексей Ермолин — саксофон (1994—1999) †
- Александр Косорунин — ударные (1994—1998) †
- Александр Митрофанов — перкуссия, ударные (1998 — 1 октября 2013) †
- Сергей Григорян — ударные, продюсер (2002 - ?)[4]

## Дискография

### Студийные альбомы
- 1994 — Брёл, брёл, брёл
- 1996 — Неприкасаемые. Часть II
- 1999 — Города, где после дождя дымится асфальт
- 2002 — Ночной полёт
- 2005 — Третья чаша
- 2013 — Внезапный будильник

### Концертные альбомы
- 1995 — Между водой и огнём
- 1996 — Концерт в МХАТ им. Чехова
- 2006 — Оборотень с гитарой
- 2010 — 5:0 в мою пользу

### Видеоклипы
- 1995 — Дорожная
- 1995 — Напои меня водой
- 1996 — Право на выбор
- 1997 — За окошком месяц май
- 2000 — Полюби меня

Следующие песни являются наиболее выдающимися и известными (по мнению "Наше Радио", 1999 год)
1. Напои меня водой (6 место)
2. Белый колпак (20 место)